# Temporada del 2003 de pilota valenciana
Heus ací un resum de les principals competicions de Pilota valenciana jugades íntegrament o acabades l'any 2003.

## Professionals

### Escala i corda
| Competició                            | Campió               | Subcampió     |
| ------------------------------------- | -------------------- | ------------- |
| Circuit Bancaixa                      | Núñez, Fèlix i Jesús | Álvaro i Tino |
| Individual                            | Álvaro               | Ribera II     |
| Trofeu Ciutat de Dénia                |                      |               |
| Trofeu Mancomunitat de la Ribera Alta |                      |               |
| Trofeu Nadal de Benidorm              |                      |               |
| Trofeu Vidal                          | Víctor i ?           |               |

### Frontó
| Competició                | Campió | Subcampió |
| ------------------------- | ------ | --------- |
| Obert d'Albal             |        |           |
| Trofeu Platges de Moncofa |        |           |

### Galotxa
| Competició       | Campió | Subcampió |
| ---------------- | ------ | --------- |
| Trofeu Moscatell |        |           |

### Raspall
| Competició                                   | Campió            | Subcampió                 |
| -------------------------------------------- | ----------------- | ------------------------- |
| Campionat Individual                         | No es juga        |                           |
| Campionat per equips                         | Waldo i Francisco | Batiste II, Carlos i Javi |
| Trofeu Gregori Maians                        |                   |                           |
| Trofeu Mancomunitat de municipis de la Safor |                   |                           |

## Aficionats

### Escala i corda
| Competició          | Campió             | Subcampió   |
| ------------------- | ------------------ | ----------- |
| Lliga Caixa Popular | Soro III, Javi i ? | Fran, ? i ? |

### Frontó
| Competició | Campió     | Subcampió       |
| ---------- | ---------- | --------------- |
| Individual | Puchol     | Pascual         |
| Parelles   | Almussafes | Quart de Poblet |

### Galotxa
| Competició      | Campió    | Subcampió         |
| --------------- | --------- | ----------------- |
| El Corte Inglés | Foios     | Godelleta         |
| Interpobles     | Godelleta | Albuixec          |
| Supercopa       | Godelleta | P.C. Massalfassar |

### Llargues
| Competició                 | Campió      | Subcampió |
| -------------------------- | ----------- | --------- |
| Lliga a Llargues d'Alacant | El Campello |           |

#### Palma
| Competició    | Campió | Subcampió |
| ------------- | ------ | --------- |
| Lliga a Palma |        |           |

### Raspall
| Competició                       | Campió            | Subcampió                |
| -------------------------------- | ----------------- | ------------------------ |
| Autonòmic de Raspall al carrer   | Bicorp            | Xeraco                   |
| Autonòmic de Raspall en trinquet | Aielo de Malferit | Tavernes de la Valldigna |

## Internacionals
| Competició                            | Campió                        | Subcampió                     |
| ------------------------------------- | ----------------------------- | ----------------------------- |
| Campionats Internacionals de Pilota   |                               |                               |
| VI Campionat d'Europa de Jeu de Paume |                               |                               |
| Frontó internacional                  | Selecció Valenciana de Pilota |                               |
| Joc internacional                     | Selecció Valenciana de Pilota |                               |
| Llargues                              |                               | Selecció Valenciana de Pilota |

| Precedit per: Temporada del 2002 de pilota valenciana | Temporada del 2003 de pilota valenciana 2003 | Succeït per: Temporada del 2004 de pilota valenciana |